# S (podfaza)
S (S od eng. synthesis) je podfaza u interfazi, fazi staničnog ciklusa. 
Zbiva se poslije podfaze G1.
U ovoj podfazi udvostručuje se DNK odnosno nastaju kromatide.
Poslije podfaze S slijedi podfaza G2 kojom završava interfaza. 